# Tatjana Andrianowa
Tatjana Walerjewna Andrianowa (ros. Татьяна Валерьевна Андрианова; ur. 10 grudnia 1979 w Jarosławiu) – rosyjska lekkoatletka, specjalizująca się w biegu na 800 metrów.

## Osiągnięcia
- 5. miejsce podczas igrzysk olimpijskich (Ateny 2004)
- brązowy medal mistrzostw świata (Helsinki 2005)
- 8. lokata na igrzyskach olimpijskich (Pekin 2008)
- dwukrotnie najlepsze wyniki na listach światowych (1:56,23 2004 & 1:56,07 2005)

## Rekordy życiowe
- bieg na 800 m – 1:56,00 (2008)
- bieg na 600 m (hala) – 1:26,81 (2004)
- bieg na 800 m (hala) – 1:59,71 (2004)

28 lutego 2010 biegła na pierwszej zmianie rosyjskiej sztafety 4 × 800 metrów, która ustanowiła nieaktualny już halowy rekord świata – 8:12,41.